# Джеймс Андерсон (тенісист)
Джеймс Андерсон (англ. James Anderson; 17 вересня 1895 — 22 грудня 1973) — колишній австралійський тенісист.
Найвищу одиночну позицію світового рейтингу — 3 місце досяг 1923 року (за даними А. Волліса Маєрса).
Здобув 15 одиночних титулів.
Перемагав на турнірах Великого шолома в одиночному та парному розрядах.

## Фінали турнірів Великого шолома

### Одиночний розряд:3 перемоги
| Результат | Рік  | Турнір              | Покриття | Суперник          | Рахунок                 |
| --------- | ---- | ------------------- | -------- | ----------------- | ----------------------- |
| Перемога  | 1922 | Чемпіонат Австралії | Трава    | Джералд Паттерсон | 6–0, 3–6, 3–6, 6–3, 6–2 |
| Перемога  | 1924 | Чемпіонат Австралії | Трава    | Річард Шлезінґер  | 6–3, 6–4, 3–6, 5–7, 6–3 |
| Перемога  | 1925 | Чемпіонат Австралії | Трава    | Джералд Паттерсон | 11–9, 2–6, 6–2, 6–3     |

### Парний розряд: 6 (2–4)
| Результат | Рік  | Турнір               | Покриття | Партнер          | Суперники                          | Рахунок                  |
| --------- | ---- | -------------------- | -------- | ---------------- | ---------------------------------- | ------------------------ |
| Поразка   | 1919 | Чемпіонат Австралії  | Трава    | Артур Лоу        | Мерил О'Гара Вуд Роналд Томас      | 5–7, 1–6, 9–7, 6–3, 3–6  |
| Поразка   | 1922 | Чемпіонат Австралії  | Трава    | Норман Піч       | Джон Гоукс Джералд Паттерсон       | 10–8, 0–6, 0–6, 5–7      |
| Перемога  | 1922 | Вімблдонський турнір | Трава    | Рендолф Лайсетт  | Мерил О'Гара Вуд Джералд Паттерсон | 3–6, 7–9, 6–4, 6–3, 11–9 |
| Перемога  | 1924 | Чемпіонат Австралії  | Трава    | Норман Брукс     | Мерил О'Гара Вуд Джералд Паттерсон | 6–2, 6–4, 6–3            |
| Поразка   | 1925 | Чемпіонат Австралії  | Трава    | Фред Калмс       | Мерил О'Гара Вуд Джералд Паттерсон | 4–6, 6–8, 5–7            |
| Поразка   | 1926 | Чемпіонат Австралії  | Трава    | Мерил О'Гара Вуд | Джон Гоукс Джералд Паттерсон       | 1–6, 4–6, 2–6            |